# ロジーナ・レヴィーン

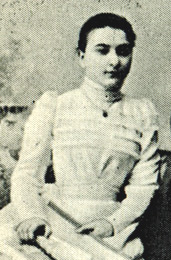
ロジーナ・レヴィーン

ロジーナ・レヴィーン（Rosina Lhévinne, 1880年3月29日 - 1976年11月9日）は、ユダヤ系ロシア人のピアニスト・ピアノ教師。ロシア語名はロジーナ・ヤコヴレヴナ・レヴィナ（ロシア語: Рози́на Я́ковлевна Ле́вина）。

## 生涯
富裕な宝石商の娘としてキエフに生まれる。旧姓ベッシ（ロシア語: Бе́сси）。間もなく家族に連れられモスクワに移り、6歳でピアノを始める。その後モスクワ音楽院にてピアノをサフォーノフに師事。1898年に大金メダルを得てピアノ科を卒業。その後まもなく、5歳年長のヨゼフ・レヴィーンと結婚。ヨーゼフ・レヴィーンの演奏会ピアニストとしての経歴が早くも好調だったので、彼女は自分の活動は夫の二の次にして、教育や、2台ピアノでの夫との共演に活動を制限するとの誓いを立てた。この誓いは、夫が1944年に死去するまで守られた。

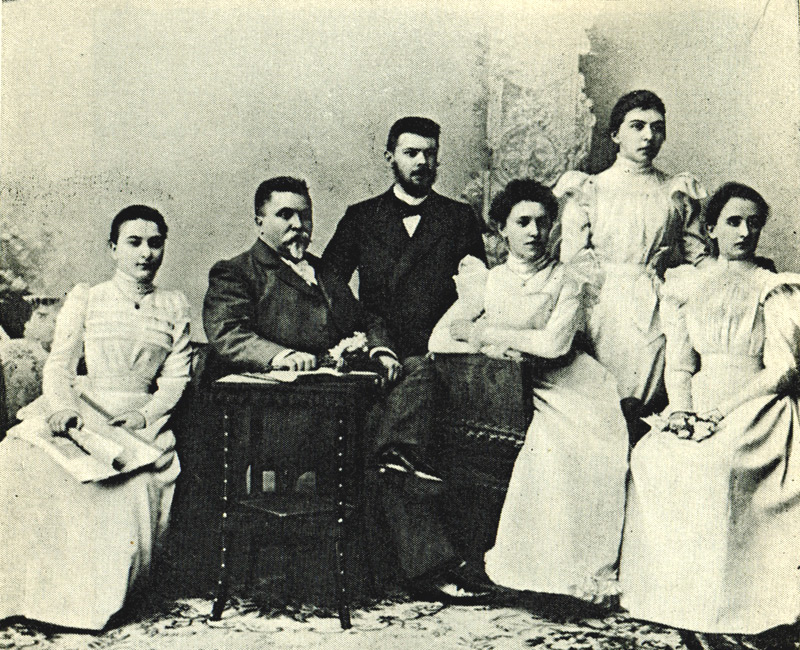
ワシーリー・サフォーノフとモスクワ音楽院の彼の生徒たち(左から右に): ロジーナ・レヴィーン、ワシーリー・サフォーノフ、 アレクサンドル・ゲディケ、エレーナ・ベクマン＝シチェルビナ、オリンピアーダ・ダルダショワ、アグライダ・フリードマン

ロジーナ・レヴィーンは夫と1919年にアメリカ合衆国に亡命してから、夫の勤めるジュリアード音楽院ピアノ科への進学を希望する青少年のために、進学塾を開いてピアノの指導を続けていた。1944年に夫が急死すると、その肩代わりを務められるだけの余裕はとても感じられなかったが、ジュリアードの経営陣の満場一致の要望により、没年である1976年まで、32年間にわたって夫の後任教授として数々の俊英を育成した。著名な門弟として、1958年に冷戦時代のソ連で、最初のチャイコフスキー・コンクールにアメリカ人として初めて優勝したヴァン・クライバーン（審査員のゴリジェンヴェイゼルに「ラフマニノフ自身の演奏を思い出させる」と言わせた）やジョン・ブラウニング、ミッシャ・ディヒター、ラルフ・ヴォタペック、ジェフリー・シーゲル、白建宇のほか、指揮者のジェームズ・レヴァイン、映画作曲家のジョン・ウィリアムズなどがいる。日本のピアニスト中村紘子も門下生の一人。
独奏者としては絶対に舞台に立たないとのかつての決意を考え直し、70代を迎えてから、ジュリアード弦楽四重奏団と共演したり、アスペン夏季音楽祭で何度か協奏曲を演奏したりした。ソリストとしての頂点は、1963年に82歳で、レナード・バーンスタイン指揮のニューヨーク・フィルハーモニー管弦楽団と初共演を行なった時だった。この時、モスクワ音楽院での卒業試験以来、六十余年ぶりに演奏したショパンの《ピアノ協奏曲 第1番》を演奏している。ショパンやモーツァルトのピアノ協奏曲のほか、いくつかの小品集を録音した。
2003年に、かつての門人で助手を務めたサロメ・ラムラス・アルカートフによって、ドキュメンタリー映画「ロジーナ・レヴィーンの遺産The Legacy of Rosina Lhevinne 」が制作され、教育界や演奏界におけるレヴィーン夫人の数々の足跡が明らかにされた。